# Nombre de Kirpichev
Le nombre de Kirpichev {\displaystyle (Ki)} est un nombre sans dimension utilisé en transfert de chaleur et de masse ainsi qu'en mécanique des fluides.

## Kih
En transfert de chaleur, le nombre de Kirpichev représente l'intensité de transfert externe par rapport à l'intensité du transfert interne d'un objet. 
Ce nombre porte le nom de Mikhail Viktorovich Kirpichev, ingénieur russe.
On le définit de la manière suivante :
{\displaystyle Ki_{h}={\frac {h\,\Delta T_{1}\,L_{c}}{k\,\Delta T_{2}}}}
avec :
- h - coefficient de transfert thermique
- ΔT1 - différence de température entre la surface de l'objet et l'environnement
- Lc - longueur caractéristique
- k - conductivité thermique
- ΔT2 - différence de température entre les points désignés par la longueur caractéristique (à l'intérieur de l'objet)

## Kim
En transfert de masse, le nombre de Kirpichev représente l'intensité de transfert externe par rapport à l'intensité du transfert interne. Il est notamment utilisé dans les problèmes de séchage de solide poreux où il représente le rapport entre l'évaporation du liquide et la diffusion de ce dernier dans le solide.
Ce nombre porte le nom de Mikhail Viktorovich Kirpichev, ingénieur russe.
On le définit de la manière suivante :
{\displaystyle Ki_{m}={\frac {G\,L_{c}}{D\,\rho \,\Delta u}}}
avec :
- G - débit massique de liquide évaporé par surface
- Lc - longueur caractéristique
- D - coefficient de diffusion
- ρ - densité du solide
- Δu - différence du contenu liquide dans le solide (pourcentage)